# ESM Gonfreville
Entente Sportive orthale de Gonfreville-l'Orcher là một đội bóng đá Pháp thành lập năm 1955. Đội có trụ sở tại Gonfreville-l'Orcher, Seine-Maritime. Sân vận động của họ là Stade Maurice Baquet trong thị trấn.
Gonfreville lọt vào vòng 1/8 mua giải 1991-92 Coupe de France.